# Municipio de South Loup
El municipio de South Loup (en inglés: South Loup Township) es un municipio ubicado en el condado de Hall en el estado estadounidense de Nebraska. En el año 2010 tenía una población de 642 habitantes y una densidad poblacional de 6,96 personas por km².

## Geografía
El municipio de South Loup se encuentra ubicado en las coordenadas 40°59′49″N 98°39′22″O / 40.99694, -98.65611. Según la Oficina del Censo de los Estados Unidos, el municipio tiene una superficie total de 92.21 km², de la cual 92,1 km² corresponden a tierra firme y (0,11 %) 0,1 km² es agua.

## Demografía
Según el censo de 2010, había 642 personas residiendo en el municipio de South Loup. La densidad de población era de 6,96 hab./km². De los 642 habitantes, el municipio de South Loup estaba compuesto por el 96,26 % blancos, el 0,31 % eran afroamericanos, el 0,31 % eran amerindios, el 0,16 % eran isleños del Pacífico, el 1,25 % eran de otras razas y el 1,71 % eran de una mezcla de razas. Del total de la población el 3,43 % eran hispanos o latinos de cualquier raza.